# 3666 Holman
A 3666 Holman (ideiglenes jelöléssel 1979 HP) a Naprendszer kisbolygóövében található aszteroida. Muzzio, J. C. fedezte fel 1979. április 19-én.